# Reguengo e São Julião
Reguengo e São Julião (oficialmente: União das Freguesias de Reguengo e São Julião) é uma freguesia portuguesa do município de Portalegre, com 72,19 km² de área e 849 habitantes (censo de 2021). A sua densidade populacional é 11,8 hab./km².

## História
Foi criada aquando da reorganização administrativa de 2012/2013, resultando da agregação das antigas freguesias de Reguengo e São Julião.

## Demografia
A população registada nos censos foi:
| Distribuição da População por Grupos Etários | Distribuição da População por Grupos Etários | Distribuição da População por Grupos Etários | Distribuição da População por Grupos Etários | Distribuição da População por Grupos Etários | Distribuição da População por Grupos Etários |
| -------------------------------------------- | -------------------------------------------- | -------------------------------------------- | -------------------------------------------- | -------------------------------------------- | -------------------------------------------- |
| Antes da agregação                           |                                              |                                              |                                              |                                              |                                              |
| Ano                                          | 0-14 anos                                    | 15-24 anos                                   | 25-64 anos                                   | >= 65 anos                                   | Total                                        |
| 2001                                         | 109                                          | 121                                          | 530                                          | 396                                          | 1156                                         |
| 2011                                         | 97                                           | 61                                           | 473                                          | 341                                          | 972                                          |
| Após a agregação                             |                                              |                                              |                                              |                                              |                                              |
| Ano                                          | 0-14 anos                                    | 15-24 anos                                   | 25-64 anos                                   | >= 65 anos                                   | Total                                        |
| 2021                                         | 95                                           | 55                                           | 389                                          | 310                                          | 849                                          |

## Património arquitetónico
Património arquitetónico listado no SIPA:
- Capela do Monte Francisco
- Castelo de Torrejão
- Escola Primária de Montinho / Escola Básica do 1.º Ciclo e Jardim de Infância de Montinho
- Fonte em Reguengo
- Igreja de São Mamede
- Igreja Paroquial de Reguengo / Igreja de São Gregório
- Igreja Paroquial de São Julião / Igreja de São Julião e Nossa Senhora dos Remédios
- Mosteiro de São Mamede / Ermida de São Mamede
- Posto da Guarda Fiscal, GF, de São Julião